# 张子健 (1968年)
张子健（1968年10月28日—），中国内地男演员，出生于天津，毕业于北京电影学院。代表作有《甘十九妹》、《白眉大侠》、《寇老西儿》、《神探狄仁杰》系列、《英雄（燕双鹰）系列》等。

## 影视作品

### 电视剧
| 首播年份             | 剧名                                        | 角色           |
| 1988                 | 《青春无季》                                |                |
| 1991                 | 《日光港的故事》                            |                |
| 1993                 | 《白眉大侠》                                | 王顺           |
| 1995                 | 《孔繁森》                                  | 李建国         |
| 1995                 | 《甘十九妹》                                | 尹剑平         |
| 1996.5               | 《燃情四季》                                | 曲平           |
| 1996                 | 《胡雪岩》                                  | 谭则云         |
| 1996.12              | 《百姓（一）》                              | 郑立秋         |
| 1997.7               | 《寇老西儿》                                | 宋真宗         |
| 1997.12              | 《风生水起——股市篇》                        | 柏涛           |
| 1998                 | 《表演系的故事》                            |                |
| 1998.10              | 《半把剪刀》                                | 司徒丹         |
| 1999.9               | 《人鬼情缘》                                | 吕子凯         |
| 1999.12              | 《挚爱》                                    | 韩凌           |
| 2000.5               | 《孙子兵法与三十六计》                      | 公孙阅         |
| 2000.6               | 《百姓（二）》                              | 郑立秋         |
| 2000.9               | 《完全婚姻手册之老公自家好》                | 孙横           |
| 2000.12              | 《情义英雄武二郎》                          | 西门庆         |
| 2001                 | 《白板》                                    | 周云亭         |
| 2001                 | 《英雄》                                    | 燕双鹰         |
| 2002.3               | 《纽约丽人》                                | 荀大路         |
| 2002.6               | 《各就各位》之《记忆仓库》                  | 姜奖           |
| 2003.6               | 《神探狄仁杰第一部》                        | 李元芳         |
| 2003                 | 《英雄时代》                                | 陆承伟         |
| 2004                 | 《绝胜天良》                                | 雪山           |
| 2004.4               | 《冬至》                                    | 戴葳           |
| 2004.6               | 《香气迷人》                                | 方正文         |
| 2004.8—10            | 《大宋惊世传奇——新狸猫换太子》 （李若彤版） | 展昭           |
| 2004.11              | 《小巷总理》                                | 夏志远         |
| 2004.12—2005.4       | 《开创盛世》                                | 李建成         |
| 2005.5—8             | 《神探狄仁杰第二部》                        | 李元芳         |
| 2005.9               | 《王昭君》                                  | 张子先         |
| 2005年11月—2006年1月 | 《鼓上蚤时迁》                              | 栾廷玉         |
| 2006年2月            | 《大明王朝1566》                            | 李时珍         |
| 2006年3月—7月        | 《案发现场2》                               | 郭子建         |
| 2006年8月            | 《大槐树》                                  | 苏佩文         |
| 2006年8月—10月       | 《婚姻密码》                                | 迟鸣           |
| 2006年11月           | 《采桑子》（又名《妻室儿女》）              | 廖世基         |
| 2007年4月—8月        | 《神探狄仁杰第三部》                        | 李元芳         |
| 2007年8月—12月       | 《大秦直道》                                | 李斯           |
| 2008年6月—2008年8月  | 《第一速度》                                | 齐浩南         |
| 2008年8月—2008年12月 | 《猎鹰1949（英雄2）》                       | 燕双鹰         |
| 2009年10月           | 《神断狄仁杰》                              | 李元芳         |
| 2010年4月            | 《借枪》                                    | 安德森         |
| 2011年8月            | 《飞虎神鹰（英雄3）》                       | 燕双鹰         |
| 2012年               | 《孤岛飞鹰（英雄4）》                       | 燕双鹰         |
| 2012年               | 《平原烽火》                                | 罗金宝         |
| 2014年               | 《大漠枪神》                                | 燕双鹰         |
| 2015年               | 《石敢当之雄峙天东》                        | 石敢当         |
| 2015年               | 《神探包青天》                              | 包拯/包铁山    |
| 2015年               | 《飞虎队》                                  | 刘洪           |
| 2015年               | 《热血》                                    | 秦昊           |
| 2015年               | 《刀尖上的搏杀》                            | 苏文           |
| 2016年               | 《小丈夫》                                  | 孫志安（客串） |
| 2017年               | 《我的！体育老师》                          | 赵岭           |
| 2017年               | 《津门飞鹰》                                | 燕双鹰         |
| 2018年               | 《军人使命》                                | 青陶           |
| 2018年               | 《暗刃》                                    | 萧楚寒         |
| 2020年               | 《最美的乡村》                              | 那文斌         |
| 2021年               | 《江山如此多娇》                            | 陈步胜         |
| 2021年               | 《输赢》                                    | 林振威         |
| 2021年               | 《勇敢的心2》（2017年拍攝）                 | 欧阳正德       |
| 2022年               | 《简言的夏冬》                              | 秦克           |
| 2022年               | 《唐朝诡事录》（網絡劇）                    | 裴坚           |
| 2022年               | 《月歌行》（網絡劇）                        | 万无仙翁       |
| 2022年               | 《浮图缘》（網絡劇）                        | 步馭魯         |
| 2023年               | 《择君记》（網絡劇）                        | 秦祖泽         |
| 2023年               | 《爱的品格》(2019年拍攝)                    | 樊华           |
| 2023年               | 《库尔班大叔和他的子孙们》（2018年拍攝）    | 柯有田         |
| 2023年               | 《惊天岳雷》（2015年拍攝）                  | 秦桧           |
| 2024年               | 《又见逍遥》（網絡劇）                      | 林天南         |
| 2024年               | 《孤战迷城》                                | 文一山         |
| 待播                 | 《上海五虎》                                | 钱正东         |
| 待播                 | 《民族记忆》                                |                |
| 待播                 | 《秋官课院之狄仁杰浮世传奇》                | 铁王爷         |
| 待播                 | 《第五名发家》                              |                |

### 电影
- 1994《大话英雄》陆一清
- 1994《感光时代》马一鸣
- 1998《真假英雄兄弟情》 毛志新
- 1999《李知凡太太》表哥
- 2000《恋爱季节》李铁
- 2002《追凶五十年》
- 2001《贫与富》李苏
- 2002《背水一战》 潘国强
- 2003《你的眼中我的泪》 刘瑞
- 2009《铁流1949》刘铁柱
- 2019《决胜时刻》
- 2019《利刃破冰》
- 2021《我来自北京之我爸是警察》(網絡電影)
- 2022《奉天白事铺》(網絡電影)
- 2024《狄仁杰之亢龙有悔》(網絡電影)

## 获得奬項
- 江苏电视剧颁奖礼视帝
- 东方电影频道年度电视颁奖礼视帝